# Simmons Bank Arena
Die Simmons Bank Arena ist eine Mehrzweckhalle in der US-amerikanischen Stadt North Little Rock im Bundesstaat Arkansas. Die Arena liegt nördlich des Stadtzentrums direkt am anderen Ufer des Arkansas River.

## Name
Anfang Oktober 2019 erhielt die Verizon Arena mit Simmons Bank Arena einen neuen Sponsornamen. Verizon deutete 2018 an, den Vertrag nicht verlängern zu wollen. Die Betreiber fanden im November des Jahres mit der Bank den Nachfolger. Die Simmons Bank zahlte 10,5 Mio. US-Dollar für den neuen Namen. Die Umbenennung fand am 3. Oktober im Rahmen des 20. Geburtstages der Mehrzweckarena, die jährlich 400.000 Besucher zählt, statt. Wenige Tage zuvor wurde das alte Namensschild an der Arena abmontiert. Die ersten zehn Jahre von 1999 bis 2009 hieß sie Alltel Arena. Alltel wurde von Verizon übernommen und der Name änderte sich in Verizon Arena.

## Geschichte
Der Bau ist eine Erweiterung des Kongresszentrums Statehouse Convention Center, das gegenüber am anderen Ufer des Arkansas River liegt. Der Grundstein für die Halle wurde am 22. August 1997 gelegt. Fertiggestellt wurde sie 1999 und am 2. Oktober des Jahres fand die Eröffnung statt. Die Architekten des Civic Center Design Team, bestehend aus Burt Taggart & Associates, Architects/Engineers, The Wilcox Group, Garver & Garver Engineering und Rosser International, entwarfen das Gebäude. Die damalige Alltel Arena kostete rund 80 Mio. US-Dollar, die aus lokalen, staatlichen und privaten Geldern finanziert wurden. Die Halle wurde hauptsächlich für Sportveranstaltungen im Basketball, Eishockey und Arena Football genutzt. Gegenwärtig trägt keine Mannschaft seine Partien in der Halle aus. Neben dem Sport treten zahlreiche nationale und internationale Künstler und Bands, besonders aus der Country-Musik, zu Konzerten auf. Des Weiteren werden in der Arena Stand-up-Comedy-, Familien- und Eisshows, Rodeos, Vorstellungen des Cirque du Soleil, Bankette, Ausstellungen, Messen, Spiele der Harlem Globetrotters, Wrestling oder Monstertruckrennen veranstaltet. Die ursprüngliche Alltel Arena kostete rund 80 Millionen US-Dollar, die aus lokalen, staatlichen und privaten Geldern finanziert wurden. In der Arena mit maximal 18.000 Sitzplätzen bieten sich Tagungs- und Konferenzräume mit einer Fläche von 28.000 sq ft (rund 2.600 m²). Insgesamt 29 Luxus-Suiten stehen zur Vermietung bereit. Die Veranstaltungshalle besitzt ein hauseigenes Catering inklusive Koch und Personal.